# Abdallah Bencheikh
Pour les articles homonymes, voir Bencheikh.
Abdallah Bencheikh (en arabe : عبد الله بن شيخ) est un footballeur algérien né le 22 mars 1994 à Aïn El Turk dans la wilaya d'Oran. Il évolue au poste de milieu gauche.

## Biographie
Il évolue en première division algérienne avec son club formateur, le MC Oran et l'US Biskra.
Il dispute actuellement 47 matchs en inscrivant un but en Ligue 1.